# 임금노예
임금노예는 사람의 생계가 임금 또는 봉급에 의존하는 상태를 노예제에 빗대어 묘사하는 말이다. 또한 이 용어는 노동착취나 사회적 계층을 부정적으로 묘사할 때 쓰이기도 하는데, 카를 마르크스는 임금노동과 임금노예의 차이를 설명하였다.

## 상세
사람들이 자본주의적 재산 제도에 의해 자발적인 노예 생태가 되어버린다 하여 사회주의와 아나키즘 내부에서는 '임금 노예제(Wage Slavery)' 라는 비판적 묘사가 등장하였다. 이는 사람을 소유하는 행위와 대여하는 행위 간의 유사성에 초점을 맞추어서, 노예제와 임금 노동 간의 관계를 비유하며 부정적인 의미를 내포한 용어로 사용된다. 이러한 비판은 경제적 착취와 사회 계층을 지적하는 맥락에서 등장했다.
산업 혁명의 출현과 함께, 프루동과 마르크스 같은 사상가들은 자본주의 사회에서 개인의 사적 활동이 제한되는 문제를 비판하는 맥락에서 노예제와 임금노동을 정교하게 비교하였다. 카를 마르크스는 노동자라는 것은 노동력의 판매자가 되어 주어진 범위에서 자기를 매수하는 자본가를 선택할 수는 있지만, 어느 하나의 자본가를 선택해야만 한다는 강제에 의해 자본주의 계급관계로 이어지고 있다고 했다. 그리고 이런 상태를 마르크스는 ‘임금 노예제’  라고 명명했다.
엠마 골드만은 임금 노예제를 비판하며 “유일한 차이는, 당신은 그저 고용된 노예라는 것 뿐이다”라는 유명한 말을 하였다. 경제학자인 필리프 판 파레이스는 임금노예제의 대책으로 기본소득의 필요성을 주장하였다.

## 같이 보기
- 자본주의에 대한 비판
- 무자유 노동
- 노동권
- 프레카리아트
- 프롤레타리아
- 노예제